# Andrej Zalesjak
Andrej Zalesjak, slovenski gledališki in filmski igralec ter sinhronizator risank, * 30. maj 1986

## Življenje
Obiskoval je dramsko-gledališko smer Gimnazije Nova Gorica. Med šolanjem je bil član šolske improlige in združenja ŠILA. Bil je tudi urednik in radijski voditelj dijaške sekcije na radiu Kluba goriških študentov (KGŠ). V Slovenskem centru za glasbeno vzgojo Emil Komel v Gorici je obiskoval ure solo petja. Leta 2010 je zaključil študij Dramske igre in umetniške besede na Akademiji za gledališče, radio, film in televizijo (AGRFT) v letniku Tomija Janežiča in Janeza Hočevarja. 
Študij je nadaljeval na drugostopenjskem (magistrskem) študijskem programu Komunikologija na Fakulteti za družbene vede (FDV) in magistriral leta 2016 z magistrsko nalogo z naslovom Nacionalno gledališče kot primerna korporativna platforma za progresivne tržno-komunikacijske pristope (COBISS) pod mentorstvom Gregorja Tomca.

## Delo
Andrej Zalesjak je član igralskega ansambla SNG Nova Gorica.
Je član izvršnega odbora Združenja dramskih umetnikov Slovenije.  
Prek mednarodnega projekta Idiomatic, ki raziskuje večjezičnost in večkulturnost ter združuje različne evropske gledališke ustvarjalce, je sodeloval z evropskimi gledališči na Norveškem, Belgiji, Franciji, Romuniji (Teatrul National Marin Sorescu – Spectacole de teatru Craiova, Det Norske Teatret, Teatre de Liege, Company Tranquitransquinquennal colectif Bruselj, Théâtre de Choisy-le-roi). Trenutno je na repertoarju Escher theatra v Luksemburgu najnovejša verzija projekta Idiomatic. V ospredju te uprizoritve je jezikovna negotovost tako v luksemburškem okolju kot po celotni Evropi. Predstava je bila prvi gledališki dogodek v EPK Esch-sur-alzette ob slovesni otvoritvi novega odra tega luksemburškega gledališča.  

## Vloge v gledališču

### Vloge v SNG Nova Gorica
- Mravljinec - Toon Tellegen: Čriček in temačni občutek, 2021

- Nick - Edward Albee: Kdo se boji Virginie Woolf? (Studio SNG Nova Gorica), 2021
- rajko, slavkin sin, 33 let - Simona Semenič: jerebika, štrudelj, ples pa še kaj, 2021
- Otroci (posneti glasovi) - Avtorski projekt: Evropa, mati mila (Predstava po in ob motivih), 2020
- Sin - Luigi Pirandello: Šest oseb išče avtorja, 2020
- Deček - Luigi Pirandello: Šest oseb išče avtorja, 2020
- Tolsti gospod; Fantek; Mali Scrooge; Tim Cratchit; Bogataš - Charles Dickens, Neil Bartlett: Božična pesem, 2019
- Erich - Ödön von Horváth: Zgodbe iz Dunajskega gozda, 2019
- Theofil von Münchhausen, njegov sin - Grigorij Gorin: Baron Münchhausen,  2019
- - Transquinquennal, Marie Henry: Idiomatic,  2019
- Lenox; Plemič; Morilec - William Shakespeare: Macbeth, 2018
- Siratka, literat - Ivan Cankar: Za narodov blagor, 2018
- Birk, Borkov sin - Astrid Lindgren: Ronja, razbojniška hči, 2017
- 1. stražnik - Carlo Goldoni – Predrag Lucić: Barufe,  2017
- Filch, advokatov vajenec: Beraška opera (Po motivih Johna Gaya, Georga Wilhelma Pabsta, Bertolta Brechta in Václava Havla v prevodih Lare Simone Taufer, Ervina Fritza in Jaroslava Skrušnyja), 2017
- Fant, Sodnik - Primož Suhodolčan: Živalske novice, 2017
- The Tiger Lillies, Julian Crouch, Phelim McDermot: Peter Kušter, 2016
- Ondini - Jean Giraudoux: Ondina, 2016
- Paša - Ljudmila Razumovska: Draga Jelena Sergejevna, 2016
- Gregor Brazel: Krvava gora, 2015
- John, Mr. Bancroft, Policist Wilcox, Brad Finnegan, Ken - Rafael Spregelburd: Neumnost, 2015
- Lovro, Tartuffov sluga - Jean Baptiste Poquelin Molière: Tartuffe,.2015
- Deček - Jevgenij Švarc: Zmaj, 2014
- Martin - Lope de Vega: Norci iz Valencije, 2014
- Holmes - Tom Stoppard: Po Magrittu, 2014
- Petelin, Krava, Kokoš, Žakelj, Marmeladomat - Simona Hamer, Ajda Valcl: Zajtrk, 2012
- Dylan - Tamsin Oglesby: Stari ko zemlja, kakšnih petinštirideset,  2012
- Jadran Krt - Sue Townsend: Skrivni dnevnik Jadrana Krta, 2002[1]

### Vloge v drugih institucijah
- 2013 Jean Genet ONA, r. Tatjana Peršuh, Lutkovno gledališče Ljubljana
- 2012 Hermija; William Shakespeare SEN KRESNE NOČI, r. Damir Zlatar Frey, Drama SNG Maribor
- 2011 Jean Genet SPLENDID, r. Senka Bulić, Mini teater Ljubljana
- 2011 Gaj, Dana; Franjo Frančič IMEJ SE RAD, r. Katja Pegan, Slovensko stalno gledališče Trst, Gledališče Koper
- 2010 Hajmon; Sofokles ANTIGONA, r. Renata Vidič, Akademija za gledališče, radio, film in televizijo
- 2010 Jakov; Anton Pavlovič Čehov PLATONOV, r. Vito Taufer, SNG Drama Ljubljana
- 2010 Nagg; Samuel Beckett KONEC IGRE, r. Eva Nina Lampič, Akademija za gledališče, radio, film in televizijo
- 2009 Otrok, Kurbe, Zvodniki, Ženske in moški v parku; Bernard-Marie Koltès ROBERTO ZUCCO, r. Philippe Calvario, SNG Drama Ljubljana
- 2009 Dramis; Jean-Baptiste Poquelin Molière Tartuffe ali prevarant, r. Renata Vidič, Akademija za gledališče, radio, film in televizijo
- 2009 Zbor; Ajshil ORESTEJA, r. Jernej Lorenci, SNG Drama Ljubljana
- 2007 Ben; Hanka Kovačová LOST AND FOUND, r. Hanka Kovačová, Akademija za gledališče, radio, film in televizijo
- 2006 Grega Kovačič; Desa Muck BLAZNO RESNO SLAVNI, r. Katja Pegan, Prešernovo gledališče Kranj[2]

## Filmi in televizijske nadaljevanke
- 2021: Najini mostovi, Matic Virant, r. Jaka Šuligoj (Perfo Produkcija za Pro Plus)
- 2014: Mamin dan, r. Matevž Luzar (Perfo Produkcija za Pro Plus)
- 2013: Življenja Tomaža Kajzerja, Usodni zamah, r. Peter Bratusa (RTV Slovenija)
- 2011: Neizstreljeni naboj, r. Jure Pervanje (RTV Slovenija)

## Sinhronizacije risank
- 2019: Vohuni pod krinko (Walter Beckett)
- 2016: Ledena doba (mamut Julian)
- 2014: Pingvini z Madagaskarja (Mort)

## Radijske igre
Je avtor radijske igre Mrtva mati (črna groteska). Nastopil je tudi v vlogi Erika v radijski igri TisočdevetstoenainosemdesetSimone Semenič in režiji Alena Jelena. 

## Režije
- Kraške intrige (Gledališka skupina Kulturnega in razvojnega društva Brce, Gabrovica pri Komnu)

### Članki
- "Imamo veliko idej in želje po ustvarjanju" (Goriška 15. 9. 2021)

- Minutka z Andrejem Zalesjakom (Primorske novice, 2021)
- Pogovor z Andrejem Zalesjakom (Goriška, 2019)